# Arenas de Iguña
Arenas de Iguña és un municipi de la Comunitat Autònoma de Cantàbria. Limita al nord amb Cieza, a l'oest amb Los Tojos, al sud amb Molledo i Bárcena de Pie de Concha i a l'est amb la Anievas i Corvera de Toranzo. Està situat en la comarca del Vall del Besaya. Durant l'Antic Règim Iguña va ser un dels nombrosos senyorius que van posseir a Cantàbria els Marquesos d'Aguilar de Campoo, Comtes de Castañeda.

## Localitats
- Arenas de Iguña (Capital), 588 hab.
- Bostronizo, 132 hab.
- Cohiño, 72 hab.
- Las Fraguas, 165 hab.
- Los Llares, 44 hab.
- Palacio, 41 hab.
- Pedredo, 241 hab.
- San Cristóbal, 174 hab.
- San Juan de Raicedo, 134 hab.
- San Vicente de León, 54 hab.
- Santa Águeda, 4 hab.
- La Serna, 233 hab.

## Demografia
| 1900  | 1910  | 1920  | 1930  | 1940  | 1950  | 1960  | 1970  | 1980  | 1990  | 2000  | 2005  |
| ----- | ----- | ----- | ----- | ----- | ----- | ----- | ----- | ----- | ----- | ----- | ----- |
| 2.414 | 2.499 | 2.225 | 2.607 | 2.729 | 2.812 | 3.041 | 2.763 | 2.599 | 2.374 | 2.041 | 1.897 |

Font: INE